# MLSカップ
MLSカップ（英: MLS Cup）は、北米のプロサッカーリーグ、MLSのプレーオフにおける決勝戦である。1試合の勝敗で年度チャンピオンが決定する、MLS最大のイベントであり、MLS発足年度の1996年から毎年開催されている。優勝チームにはフィリップ・アンシュッツ・トロフィーが授与される。ここでは、プレーオフ全体についても触れていく。

## 大会の仕組み
MLSのポストシーズン（決勝トーナメント）は、東西各カンファレンスの上位5チームずつ、計10チームに出場権が与えられる。
- 東西各カンファレンスの上位3チームずつ（6チーム）は無条件でポストシーズン進出
- 残り2チームは、各カンファレンスの4位と5位のチームが、ワイルドカードプレーオフ（1試合。4位チームの本拠地で開催）を争い、勝った2チームが出場する。
- 1回戦と準決勝はホーム・アンド・アウェーによる2試合で行い、2試合の通算得点の多いチームが次の試合に勝ちあがる。なお1勝1敗による同点・および2引き分けの場合はアウェーゴール方式で勝敗を決し、それでも勝敗がつかない場合は第2試合終了後にPK戦を実施する。（以前は第2試合で同成績の場合中立地で第3試合を行っていた）
- 決勝戦である「MLSカップ」は1試合のみ・レギュラーシーズンで勝ち点が多い方のスタジアムで争い、同点の場合は30分の延長戦→PK戦で優勝を決める。
- なおこの大会の優勝クラブ、および年間レギュラーシーズンの最高勝ち点を挙げたチームに送られるサポーターズシールド賞となったチームは次年度のCONCACAFチャンピオンズリーグへの出場権が与えられる。（ただしサポーターズシールド賞と2冠を達成した場合は、MLSカップの準優勝クラブに進出権利が与えられる）

## 過去の決勝戦の試合結果
| 年     | 優勝チーム                     | スコア        | 準優勝チーム                         | 試合会場                                      |
| ------ | ------------------------------ | ------------- | ------------------------------------ | --------------------------------------------- |
| 1996年 | D.C. ユナイテッド              | 3-2（延長）   | ロサンゼルス・ギャラクシー           | フォックスボロ・スタジアム                    |
| 1997年 | D.C. ユナイテッド              | 2-1           | コロラド・ラピッズ                   | ロバート・F・ケネディ・メモリアル・スタジアム |
| 1998年 | シカゴ・ファイアー             | 2-0           | D.C. ユナイテッド                    | ローズボウル (競技場)                         |
| 1999年 | D.C. ユナイテッド              | 2-0           | ロサンゼルス・ギャラクシー           | フォックスボロ・スタジアム                    |
| 2000年 | カンザスシティ・ウィザーズ     | 1-0           | シカゴ・ファイアー                   | ロバート・F・ケネディ・メモリアル・スタジアム |
| 2001年 | サンノゼ・アースクエイクス     | 2-1（延長）   | ロサンゼルス・ギャラクシー           | コロンバス・クルー・スタジアム                |
| 2002年 | ロサンゼルス・ギャラクシー     | 1-0（延長）   | ニューイングランド・レボリューション | ジレット・スタジアム                          |
| 2003年 | サンノゼ・アースクエイクス     | 4-2           | シカゴ・ファイアー                   | ホーム・デポ・センター                        |
| 2004年 | D.C. ユナイテッド              | 3-2           | カンザスシティ・ウィザーズ           | ホーム・デポ・センター                        |
| 2005年 | ロサンゼルス・ギャラクシー     | 1-0（延長）   | ニューイングランド・レボリューション | ピザハット・パーク                            |
| 2006年 | ヒューストン・ダイナモ         | 1-1 4-3（PK） | ニューイングランド・レボリューション | ピザハット・パーク                            |
| 2007年 | ヒューストン・ダイナモ         | 2-1           | ニューイングランド・レボリューション | ロバート・F・ケネディ・メモリアル・スタジアム |
| 2008年 | コロンバス・クルー             | 3-1           | レッドブル・ニューヨーク             | ホーム・デポ・センター                        |
| 2009年 | レアル・ソルトレイク           | 1-1 5-4（PK） | ロサンゼルス・ギャラクシー           | クエスト・フィールド                          |
| 2010年 | コロラド・ラピッズ             | 2-1（延長）   | FCダラス                             | BMOフィールド                                 |
| 2011年 | ロサンゼルス・ギャラクシー     | 1-0           | ヒューストン・ダイナモ               | ホーム・デポ・センター                        |
| 2012年 | ロサンゼルス・ギャラクシー     | 3-1           | ヒューストン・ダイナモ               | ホーム・デポ・センター                        |
| 2013年 | スポルティング・カンザスシティ | 1-1 7-6（PK） | レアル・ソルトレイク                 | スポルティング・パーク                        |
| 2014年 | ロサンゼルス・ギャラクシー     | 2-1（延長）   | ニューイングランド・レボリューション | スタブハブ・センター                          |
| 2015年 | ポートランド・ティンバーズ     | 2-1           | コロンバス・クルー                   | マフレ・スタジアム                            |
| 2016年 | シアトル・サウンダーズFC       | 0-0 5-4（PK） | トロントFC                           | BMOフィールド                                 |
| 2017年 | トロントFC                     | 2-0           | シアトル・サウンダーズFC             | BMOフィールド                                 |
| 2018年 | アトランタ・ユナイテッドFC     | 2-0           | ポートランド・ティンバーズ           | メルセデス・ベンツ・スタジアム                |
| 2019年 | シアトル・サウンダーズFC       | 3-1           | トロントFC                           | センチュリーリンク・フィールド                |
| 2020年 | コロンバス・クルー             | 3-0           | シアトル・サウンダーズFC             | マフレ・スタジアム                            |
| 2021年 | ニューヨーク・シティFC         | 1-1 4-2（PK） | ポートランド・ティンバーズ           | プロビデンス・パーク                          |
| 2022年 | ロサンゼルスFC                 | 3-3 3-0 (PK)  | フィラデルフィア・ユニオン           | バンク・オブ・カリフォルニア・スタジアム      |
| 2023年 | コロンバス・クルー             | 2-1           | ロサンゼルスFC                       | Lower.comフィールド                           |
| 2024年 | ロサンゼルス・ギャラクシー     | 2-1           | レッドブル・ニューヨーク             | Dignity Health Sports Park                    |

## クラブ別優勝回数
| クラブ名                             | 優勝 | 準優勝 | 優勝年度                           |
| ------------------------------------ | ---- | ------ | ---------------------------------- |
| ロサンゼルス・ギャラクシー           | 6    | 4      | 2002, 2005, 2011, 2012, 2014, 2024 |
| D.C. ユナイテッド                    | 4    | 1      | 1996, 1997, 1999, 2004             |
| ヒューストン・ダイナモ               | 2    | 2      | 2006, 2007                         |
| シアトル・サウンダーズFC             | 2    | 2      | 2016, 2019                         |
| コロンバス・クルー                   | 2    | 1      | 2008, 2020                         |
| スポルティング・カンザスシティ       | 2    | 1      | 2000, 2013                         |
| サンノゼ・アースクエイクス           | 2    | 0      | 2001, 2003                         |
| トロントFC                           | 1    | 2      | 2017                               |
| シカゴ・ファイアー                   | 1    | 2      | 1998                               |
| ポートランド・ティンバーズ           | 1    | 2      | 2015                               |
| コロラド・ラピッズ                   | 1    | 1      | 2010                               |
| レアル・ソルトレイク                 | 1    | 1      | 2009                               |
| アトランタ・ユナイテッドFC           | 1    | 0      | 2018                               |
| ニューヨーク・シティFC               | 1    | 0      | 2021                               |
| ロサンゼルスFC                       | 1    | 0      | 2022                               |
| ニューイングランド・レボリューション | 0    | 5      |                                    |
| ニューヨーク・レッドブルズ           | 0    | 2      |                                    |
| FCダラス                             | 0    | 1      |                                    |
| フィラデルフィア・ユニオン           | 0    | 1      |                                    |